# Hyblaea madagascariensis
Hyblaea madagascariensis is een vlinder uit de familie Hyblaeidae. De wetenschappelijke naam van deze soort is voor het eerst geldig gepubliceerd in 1961 door Viette.
De soort komt voor in tropisch Afrika.